# Edificio del Colegio Oficial de Aparejadores y Arquitectos Técnicos de Pontevedra
El edificio del Colegio Oficial de Aparejadores y Arquitectos Técnicos de Pontevedra es una casa señorial de principios del siglo XX situada en el casco antiguo de la ciudad española de Pontevedra.

## Ubicación
El edificio está situado en el número 23 de la calle Enfesta de San Telmo, en el casco antiguo de Pontevedra, con fachadas a la plaza del Muelle y a la calle Barón, frente al Palacio de los Condes de Maceda, actual Parador Nacional de Turismo de Pontevedra.

## Historia
Existen referencias de un edificio en este lugar desde el siglo XV. Un plano de la ciudad de 1856, elaborado por el cartógrafo y Teniente Coronel de Ingenieros Francisco Coello de Portugal y Quesada, ya menciona la existencia de un edificio en este lugar. La casa perteneció al empresario y filántropo Casimiro Gómez Cobas. En 1931 se añadió una planta a la ya existente, pero no fue hasta mediados de los años 50 cuando, según proyecto del arquitecto Juan Argenti Navajas, se añadió una planta más con un ático bajo cubierta, que configuró su estructura actual.
En 2002, el Colegio Oficial de Aparejadores y Arquitectos Técnicos de Pontevedra compró el edificio y encargó su restauración al arquitecto Celestino García Braña. Las obras comenzaron en marzo de 2004 y el edificio fue inaugurado el 25 de mayo de 2005 como sede del Colegio Oficial de Aparejadores y Arquitectos Técnicos de la provincia de Pontevedra, dando servicio a los colegiados de toda la provincia.

## Descripción
El edificio tiene una superficie de 1.800 metros cuadrados, divididos en planta baja, dos pisos y ático.
Es un edificio exento de piedra de planta rectangular. La fachada exterior tiene una gran chimenea de piedra en el lado derecho de la fachada norte y arcos rebajados en las ventanas del primer y segundo piso. En la fachada de la calle Barón, la primera planta tiene un balcón a lo largo de la fachada y la segunda planta un balcón en el centro y dos galerías en cada extremo. En la planta baja, las ventanas y puertas están protegidas por elementos de acero corten, que presentan un motivo de hojas de roble recortadas que aporta luz al interior. En el tejado, la cubierta de tejas está rematada en los laterales de las fachadas sur y norte con prominentes gárgolas de cobre.
En el interior, el edificio está dominado por una bóveda invertida azul de 12 metros de altura que corona el hueco de la escalera del edificio, donde las luces simulan un aspecto estrellado. La escalera termina en un espacio abierto en la planta baja, donde se encuentran las dos entradas. En el ático, una ventana se abre a la fachada norte, iluminando el interior en diagonal. Los suelos son de madera y el hormigón visto y la madera forman la base de la estructura. Los tabiques interiores están pintados al óleo y las barandillas de las escaleras son de cristal. La planta baja alberga una sala de exposiciones y atención al público, la primera planta oficinas y una biblioteca, la segunda planta una sala de reuniones, aulas de formación y el despacho del decano del colegio oficial, y el ático el archivo.

## Galería de imágenes

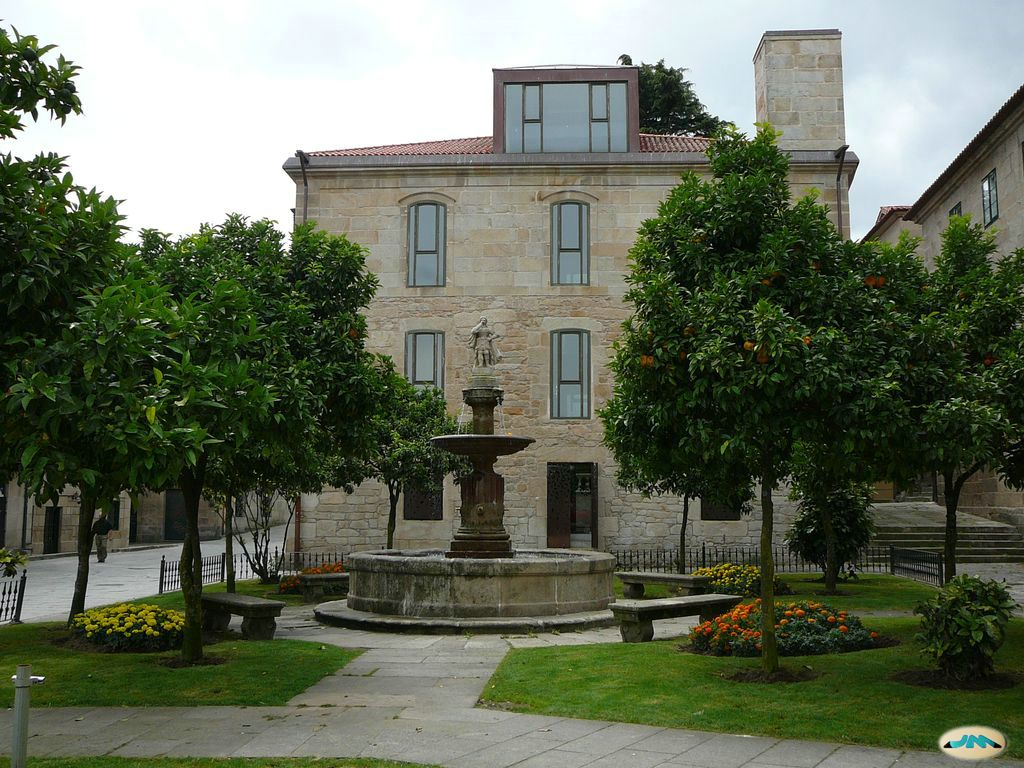
Fachada norte del edificio
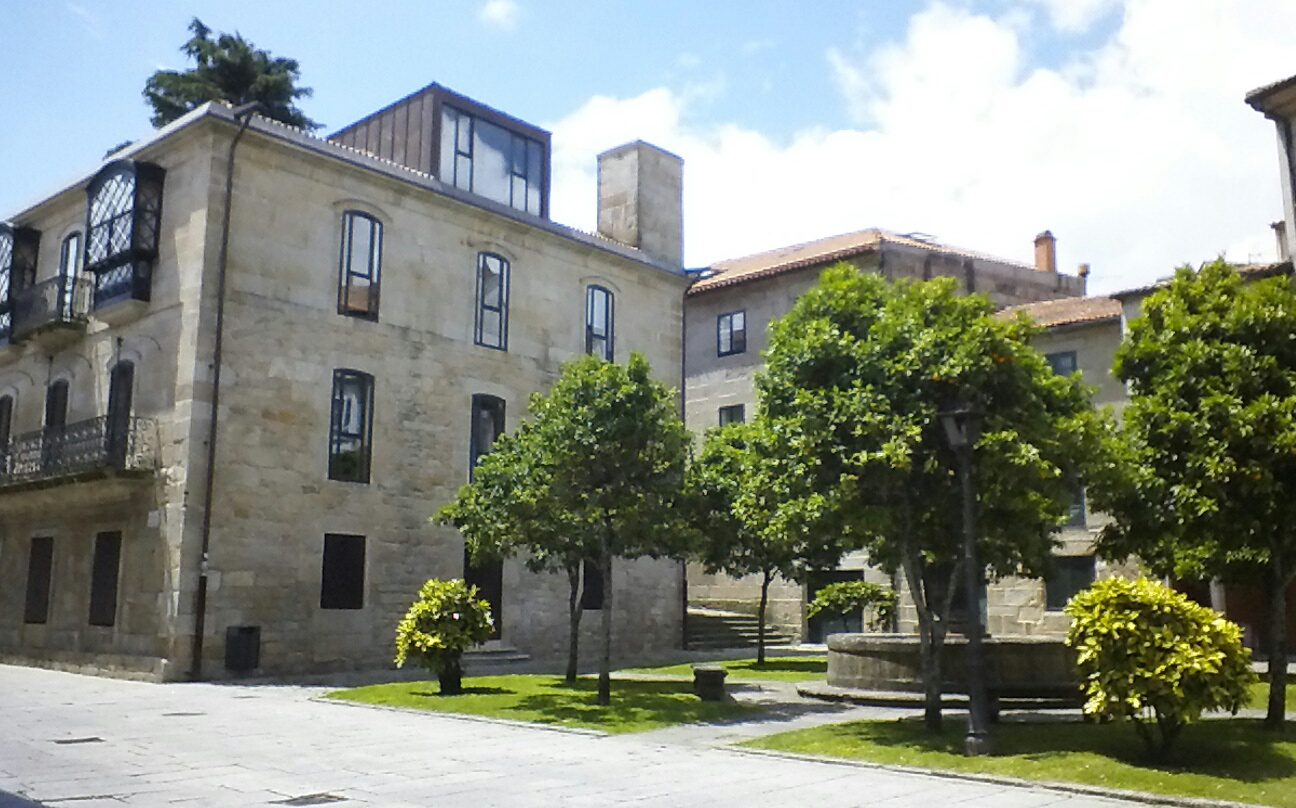
El edificio en la plaza del Muelle
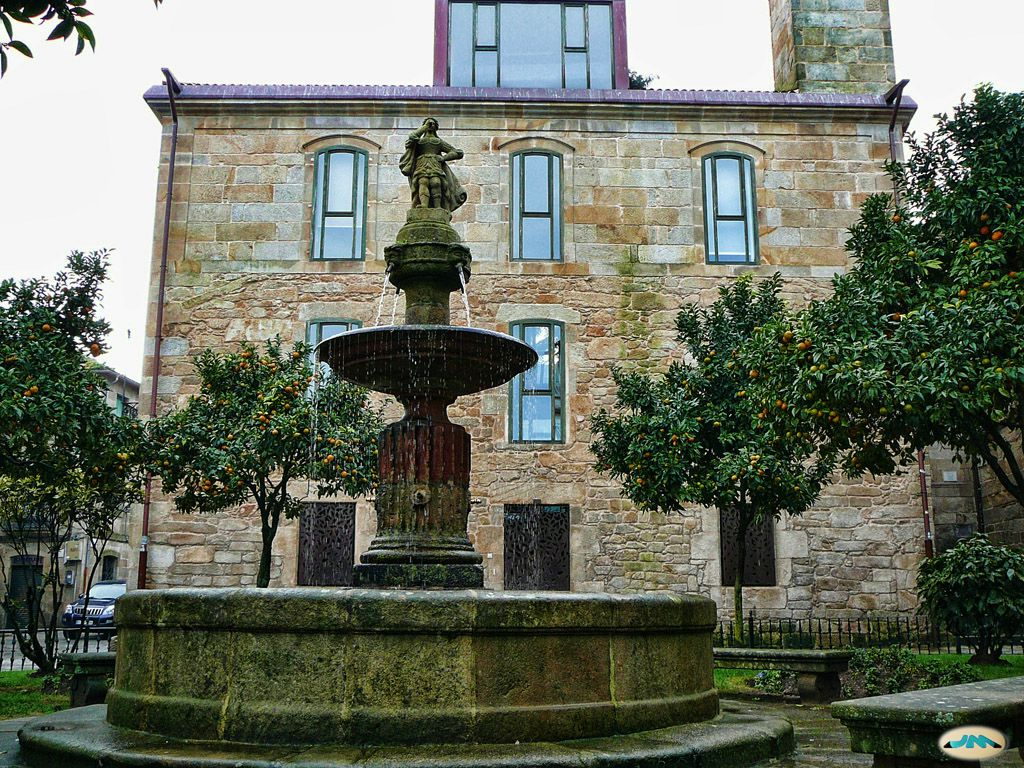
El edificio y la fuente de 1876 de Alejandro Sesmero con la escultura de la diosa romana Fama
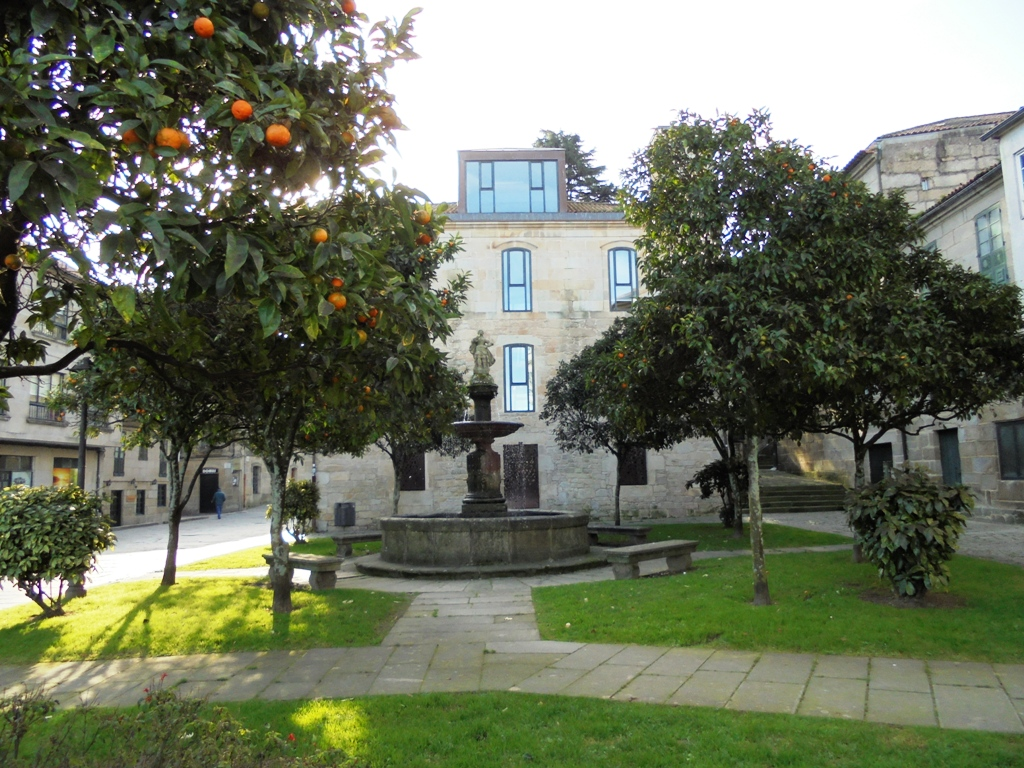
El edificio tras los naranjos de la plaza
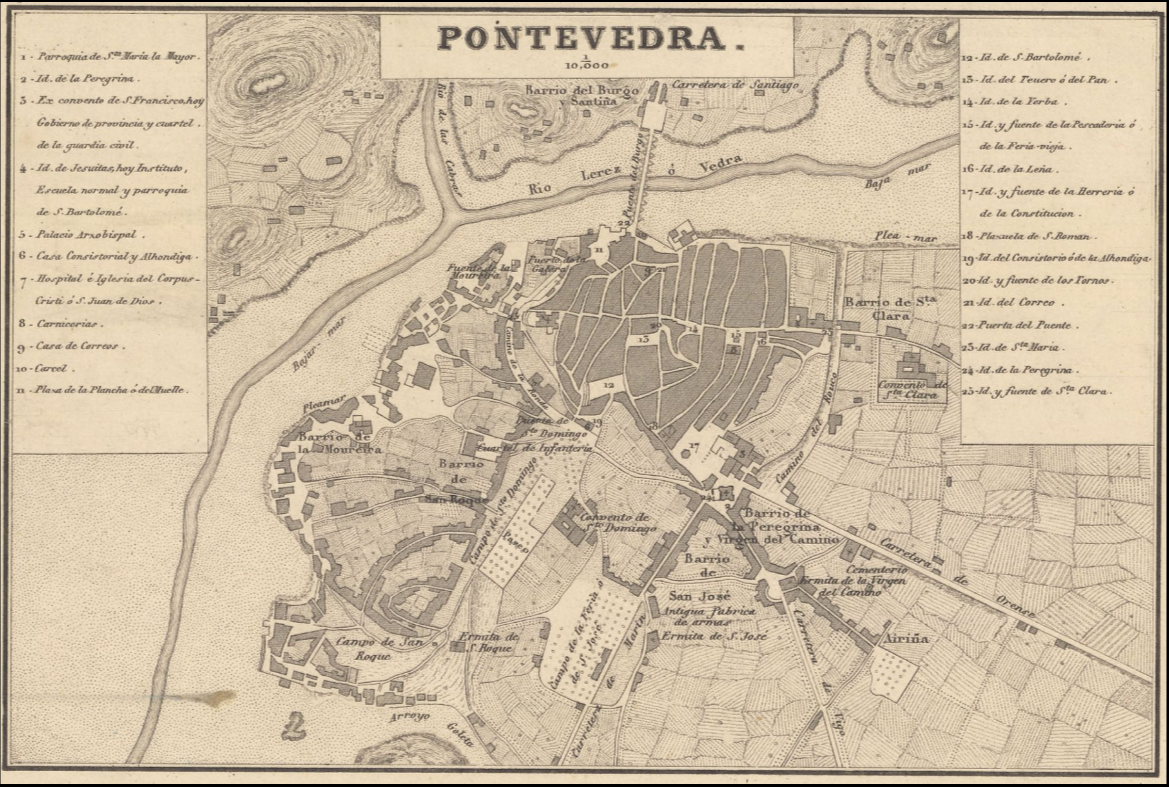
Plano de 1856 con las edificaciones de la plaza del Muelle  o de la Plancha en el número 11